# Londyńczycy (książka)
Londyńczycy – zbiór reportaży Ewy Winnickiej, wydany przez wydawnictwo Czarne (Wołowiec 2011). Książka została nagrodzona literacką nagrodą "Gryfia". Bohaterami reportaży są Polacy pozostali  w Londynie na emigracji po II wojnie światowej.
Na 201 stronach zawarto  9 reportaży:
- Zagubieni, znalezieni, zagubieni – Ktoś znajduje na śmietniku wyrzucone przez kogoś czarno-białe zdjęcia. Zapis lat pięćdziesiątych - jakieś potańcówki, uśmiechy znad morza. Uratowane na śmietniku na dziesięć lat zginęły w czyjejś piwnicy. Aż wreszcie ktoś im się uważnie przyjrzał. Próbuje odtworzyć losy sfotografowanych osób.
- Historia miłości w dziesięciu etapach – opowieść o stosunku Anglików wobec Polaków, którzy znaleźli się w Anglii na skutek II wojny światowej. Tytuły części:

- Przyjeżdża ubogi krewny
- Zauroczenie
- Miodowy miesiąc
- Znudzenie
- Zdrada
- Rozwód
- Obojętność
- Wściekłość
- Trwanie
- Uwrażliwienie
- Tato – w listach opowiedziana historia poszukiwania swoich korzeni. Córka Irlandki próbuje zrozumieć swego brutalnego ojca Polaka, szuka jego śladów, więzi z jego polską żoną. To poszukiwanie wiedzy o ojcu staje się dla niej drogą ku przebaczeniu.
- Spokój nieboszczyka – opowieść  o pałacyku Fawley Court nad Tamizą. Niegdyś duma Polaków na emigracji, miejsce  szczycące się muzealnymi skarbami polskości, szkołą dla polskich dzieci, gremialnymi spotkaniami Polaków, zamek ten został sprzedany jak zwykła rzecz o wysokiej materialnej wartości, pomimo protestów emigrantów, którzy przyczynili się przed laty do zakupu. Dlaczego? Czy dlatego, że zabrakło wśród kierownictwa takich postaci jak założyciel jego marianin Józef Jastrzębski? Czy dlatego, że emigracja polska w Anglii osłabiona wymieraniem starego pokolenia, przemieniona adaptacją nie potrzebowała już takiego miejsca?
- Angielski król Polski – opowieść o Sikorskiego pragnieniach uczynienia królem Polski jednego z książąt angielskich, w swoim czasie podejrzewanego o próby dogadywania się z Niemcami.
- Zastąpiona – historia Ireny Anders, pierwszej żony generała Andersa, opuszczonej dla młodszej artystki rewiowej. Z trudem utrzymuje się ona przy życiu w powojennym Londynie.
- Kim jest Lili? – to historia szukania w Polsce ocalonych dzieci żydowskich, odnajdowania ich i przywracania im ich żydowskiej tożsamości i wiary przodków. Rabin Salomon Schonfeld, który przywiózł do Anglii lub Palestyny z tysiąc dzieci. Ironią losu nie zawsze żydowskich, czasem oddawanych przez polskie rodziny dla poprawy losu. Czy przywrócił im tożsamość? Czy stali się Żydami, czy Anglikami? Autorka opisuje  dokładnie losy Lili, a w skrócie losy kilkorga innych.

Dwunastoletni B., który mieszkał w lesie i jest nieufny. Gdy go ktoś od tyłu dotknie, od razu dźga nożem, zostanie chirurgiem dziecięcym, zbije fortunę i popełni samobójstwo. A., która ciągle płacze wyjdzie za mąż w Paryżu i zostanie psychiatrą. M., która ma osiemnaście lat i jest w zaawansowanej ciąży zostanie robotnica w fabryce ciastek, a jej synka rabin odeśle do Izraela.
- Mister Pałac i jego ojczyzna – historia polskiego księcia, który wśród szeregowych domków w dzielnicy londyńskiej ku protestom Anglików zbudował w ostatnich latach kopię XVII wiecznego pałacu, wynajmowanego na wesela. Między innymi Hindusom i muzułmanom.
- Ostatni minister skarbu – historia skarbu Polski wywiezionego w sposób godzien sensacyjnego filmu przez Rumunię i Afrykę do Londynu. Jego wielkość jest imponująca, a historia utraty – przygnębiająca.